# عصر طلایی اسپانیا

لاس منیناس (۱۶۵۶، فارسی: ندیمه‌ها)

عصر طلایی اسپانیا (اسپانیایی: Siglo de Oro‎) دوره‌ای از شکوفایی هنرها و ادبیات در اسپانیا، همزمان با فراز و فرود خاندان هابسبورگ اسپانیا است. تاریخ دقیق این عصر مشخص نیست و طولانی تر از یک قرن دانسته می‌شود ولی به‌هر روی آغاز آن را ۱۴۹۲ و همزمان با پایان بازپس‌گیری آندلس، سفرهای دریایی کریستف کلمب به بر جدید و انتشار گرامر زبان کاستیلی و پایانش را پس از ۱۶۵۹ با معاهده پیرنه بین فرانسه و اسپانیای هابسبورگ می‌دانند. بزرگترین نویسندهٔ این عصر پدرو کالدرون بوده که در ۱۶۸۱ درگذشته و مرگش پایان این عصر در هنرها و ادبیات دانسته می‌شود.